# Sedaeng
Sedaeng is een bestuurslaag in het regentschap Pasuruan van de provincie Oost-Java, Indonesië. Sedaeng telt 2659 inwoners (volkstelling 2010).